# Neznělá palatovelární frikativa
Neznělá palatovelární frikativa je souhláska, která je popsána pouze ve švédštině. V mezinárodní fonetické abecedě se označuje symbolem ɧ, číselné označení IPA je 175, ekvivalentním symbolem v SAMPA je x\. Popisuje se jako současně vyslovené ʃ a x. Ve švédštině se nazývá „sje-ljud“.

## Charakteristika
- Způsob artikulace: třená souhláska (frikativa). Vytváří se pomocí úžiny (konstrikce), která se staví do proudu vzduchu, čímž vzniká šum – od toho též označení úžinová souhláska (konstriktiva).
- Místo artikulace: zadopatrová (velára) a zároveň středopatrová (palatála) souhláska. Úžina se vytváří mezi hřbetem jazyka a měkkým i tvrdým patrem. Místo artikulace se však v jednotlivých oblastech Švédska liší. Často se též vyslovuje s labializací [ɧʷ].
- Znělost: neznělá souhláska – při artikulaci jsou hlasivky v klidu.
- Ústní souhláska – vzduch prochází při artikulaci ústní dutinou.
- Středová souhláska – vzduch proudí převážně přes střed jazyka spíše než přes jeho boky.
- Pulmonická egresivní hláska – vzduch je při artikulaci vytlačován z plic.

## V češtině
V češtině se tato hláska nevyskytuje.

## Ve švédštině
Tuto hlásku není možné jednoznačně popsat.[zdroj?] Tzv. „sje-ljud“ se v jednotlivých švédských nářečích svojí výslovností liší. Zatímco na jihu Švédska zní spíše jako [x], na severu se vyslovuje spíše jako [ʃ], či spíše retroflexní [ʂ]. Ve středošvédských nářečích v počátečním postavení lze slyšet spíše [x], v koncovém postavení spíše [ʃ], např. själv (sám) se blíží výslovností [xʷɛl:v], kanske (snad) zní spíše jako [kʰan:ʃə].
Ve finské švédštině se vyslovuje jako [ʃ] nebo [ɕ].
Většina učebnic a slovníků pro zjednodušení uvádí výslovost [š/ʃ]. Tento přepis sice nevystihuje přesně skutečnou výslovnost, nicméně pokud cizinec vyslovuje š, není to chyba.[zdroj?]